# Kosmos 90
Kosmos 90 – radziecki satelita telekomunikacyjny wysłany wraz z bliźniaczymi Kosmos 86, 87, 88, 89. Dwudziesty dziewiąty statek typu Strzała.
Satelita pozostaje na orbicie okołoziemskiej, które trwałość szacowana jest na 10 000 lat.